# سامر كاسوحة
 سامر كاسوحة (1 مايو 1965 -) هو ممثل سوري.

## حياته ونشاته
ولد في القصير قم بالعديد من الأعمال التلفزيونية المهمة و أهم الأدوار التي لعبها هو عزاب في مسلسل طاحون الشر الجزء الثاني الذي عرض في رمضان سنة 1434ه وغيرها

## أعماله
| المسلسل                         | السنة |
| ------------------------------- | ----- |
| حمام شامي                       | 2014  |
| طاحون الشر ج2                   | 2013  |
| ولادة من الخاصرة 3: منبر الموتى | 2013  |
| ولادة من الخاصرة 2: ساعات الجمر | 2012  |
| المصابيح الزرق                  | 2012  |
| رايات الحق                      | 2010  |
| صراع المال                      | 2009  |
| مايا                            | 2009  |
| صبايا                           | 2009  |
| فتافت                           | 2009  |
| أنت أمين                        | 2009  |
| باب المقام                      | 2008  |
| حوش العيلة                      | 2007  |
| طرة ولا نقش                     | 2007  |
| الملاك الثائر                   | 2006  |
| رجاها                           | 2005  |
| مرزوق على جميع الجبهات          | 2004  |
| مرايا                           | 2004  |
| أنا و أربع بنات                 | 2004  |
| ذكريات الزمن القادم             | 2003  |
| أنا و عمتي أمينة                | 2003  |
| الأيام المتمردة                 | 2001  |
| سيرة آل الجلالي                 | 2000  |
| الزير سالم                      | 2000  |
| جواد الليل                      | 1999  |
| الثريا                          | 1998  |

## ممثلون شاركوه أعماله
- روعة ياسين
- عمر حجو
- محمد خير الجراح
- ياسين عدس
- عبد الحكيم قطيفان
- هدى الركبي
- ناصر وردياني
- رضوان عقيلي
- رندة مرعشلي

## وصلات خارجية
- سامر كاسوحة على موقع قاعدة بيانات الأفلام العربية